# Il banchetto di Platone
Il banchetto di Platone è un film per la televisione francese del 1988 diretto da Marco Ferreri e tratto dal Simposio, dialogo di Platone. I dialoghi del film, coerentemente con l'opera di Platone, sono incentrati sul tema dell'eros. La versione italiana è curata dal poeta e scrittore Dario Bellezza.

## Trama
A casa di Agatone si riuniscono numerosi intellettuali e filosofi, tra i quali Socrate, per discutere sul tema amoroso e sessuale: ognuno di essi interviene per sostenere la propria tesi secondo le regole dialogiche, all'interno del contesto simposiale.